# Provincia de Bali
Bali (en el alfasilabario balinés: ᬩᬮᬶ) o Isla de Bali (en Balinés: Pulo Bali, en Indonesio: Pulau Bali) es el nombre tanto de una isla como de una provincia de Indonesia. La provincia incluye la isla de Bali, Nusa Penida, Nusa Lembongan y Nusa Ceningan. Está localizada en la parte más occidental de las islas menores de la Sonda, junto con Java al oeste y Lombok al este. La isla es un popular destino turístico y es conocida, al igual que Java, por sus delicadas artes, que incluyen danza, escultura, pintura, orfebrería, peletería y un particular estilo musical, especialmente el interpretado durante el gamelan. Aparte de ser un destino turístico, es un punto de encuentro de mayoristas; moda, joyería, calzado, muebles o decoración de todo el mundo, que compran en la isla para exportar después a sus países de origen.
Bali es la única provincia de mayoría hindú de Indonesia, con un 86,9 % de la población adherida al hinduismo balinés.
Bali junto con Yakarta, la capital de Indonesia, ha sido sede del concurso Miss Mundo 2013.

## Geografía
Bali es parte de las Islas menores de la Sonda. Tiene apenas 140 km de longitud este-oeste y 90 km de norte a sur, y una superficie de 5636 km². Está situada aproximadamente a ocho grados al sur de la línea del Ecuador. Al oeste el estrecho de Bali, de 2,4 a 3,2 km de ancho, la separa de Java. Al este el profundo estrecho de Lombok, de entre 18 y 40 km de ancho, la separa de la isla de Lombok; tiene adyacentes las pequeñas islas de Nusa Penida, Nusa Lembongan y Nusa Ceningan, separadas de Bali por el estrecho de Badung. El estrecho de Lombok coincide con el paso de la línea de Wallace que separa la ecozona Indomalaya de la ecozona Australasia.
La isla se compone de una cadena montañosa que se extiende de este a oeste. El punto más alto de la isla es el monte Agung con 3.142 m de altura, un volcán en actividad, que entró en erupción por última vez en marzo de 1963. La ladera norte es abrupta, con una estrecha llanura costera, mientras que la ladera sur baja suavemente hacia una llanura aluvial, regada por ríos poco profundos, seca en las estaciones secas e inundada durante períodos de fuertes lluvias.
La isla se encuentra rodeada por arrecifes de coral. Las playas en el sur son de arena blanca mientras que las del norte son de arena negra.

### Clima
Bali tiene un clima tropical monzónico, con una estación lluviosa de octubre a marzo y una estación seca de junio a septiembre. Durante el día la temperatura media es de 20 a 33 °C, pero las zonas montañosas tienen temperaturas nocturnas más frías debido a la altitud.
| Parámetros climáticos promedio de Denpasar, Bali, Indonesia | Parámetros climáticos promedio de Denpasar, Bali, Indonesia | Parámetros climáticos promedio de Denpasar, Bali, Indonesia | Parámetros climáticos promedio de Denpasar, Bali, Indonesia | Parámetros climáticos promedio de Denpasar, Bali, Indonesia | Parámetros climáticos promedio de Denpasar, Bali, Indonesia | Parámetros climáticos promedio de Denpasar, Bali, Indonesia | Parámetros climáticos promedio de Denpasar, Bali, Indonesia | Parámetros climáticos promedio de Denpasar, Bali, Indonesia | Parámetros climáticos promedio de Denpasar, Bali, Indonesia | Parámetros climáticos promedio de Denpasar, Bali, Indonesia | Parámetros climáticos promedio de Denpasar, Bali, Indonesia | Parámetros climáticos promedio de Denpasar, Bali, Indonesia | Parámetros climáticos promedio de Denpasar, Bali, Indonesia |
| Mes                                                         | Ene.                                                        | Feb.                                                        | Mar.                                                        | Abr.                                                        | May.                                                        | Jun.                                                        | Jul.                                                        | Ago.                                                        | Sep.                                                        | Oct.                                                        | Nov.                                                        | Dic.                                                        | Anual                                                       |
| ----------------------------------------------------------- | ----------------------------------------------------------- | ----------------------------------------------------------- | ----------------------------------------------------------- | ----------------------------------------------------------- | ----------------------------------------------------------- | ----------------------------------------------------------- | ----------------------------------------------------------- | ----------------------------------------------------------- | ----------------------------------------------------------- | ----------------------------------------------------------- | ----------------------------------------------------------- | ----------------------------------------------------------- | ----------------------------------------------------------- |
| Temp. máx. media (°C)                                       | 33.0                                                        | 33.4                                                        | 33.6                                                        | 34.4                                                        | 33.1                                                        | 31.4                                                        | 30.4                                                        | 29.6                                                        | 31.4                                                        | 33.6                                                        | 32.7                                                        | 33.0                                                        | 32.5                                                        |
| Temp. mín. media (°C)                                       | 24.1                                                        | 24.2                                                        | 24.0                                                        | 24.8                                                        | 24.1                                                        | 23.5                                                        | 23.0                                                        | 22.5                                                        | 22.9                                                        | 23.7                                                        | 23.5                                                        | 23.5                                                        | 23.7                                                        |
| Precipitación total (mm)                                    | 345                                                         | 274                                                         | 234                                                         | 88                                                          | 93                                                          | 53                                                          | 55                                                          | 25                                                          | 47                                                          | 63                                                          | 179                                                         | 276                                                         | 1732                                                        |
| Días de lluvias (≥ 1 mm)                                    | 27                                                          | 22                                                          | 20                                                          | 9                                                           | 8                                                           | 6                                                           | 4                                                           | 4                                                           | 8                                                           | 12                                                          | 16                                                          | 22                                                          | 158                                                         |
| Fuente: World Meteorological Organisation                   |                                                             |                                                             |                                                             |                                                             |                                                             |                                                             |                                                             |                                                             |                                                             |                                                             |                                                             |                                                             |                                                             |

## Economía
Su población cuenta con más de 4.200.000 habitantes. Las ciudades principales son la capital, Denpasar, de 491 500 habitantes en 2002 y situada en la llanura sur, y la antigua capital colonial y puerto de Singaraja, de 100 000 habitantes, al norte. El pueblo de Ubud (al norte de Denpasar), con su mercado de arte, museos y galerías es conocido como el centro cultural de Bali. Los principales puntos turísticos son el pueblo de Kuta (junto con su playa), Sanur, Jimbaran y el reciente desarrollo de Nusa Dua.
El aeropuerto de Ngurah Rai se encuentra ubicado cerca de Jimbaran, sobre el istmo que une la parte sur de la isla con su parte central. No existen líneas de ferrocarril en la isla. Existen carreteras costeras importantes a la vez que carreteras que cruzan la isla, principalmente de norte a sur.
La mayoría de los habitantes de la isla de Bali se dedican a la agricultura, principalmente al cultivo de arroz. Se cultivan otros productos, como café, frutas y verduras, aunque en menor medida. Una importante cantidad de balineses son también pescadores. La isla de Bali es también famosa por sus artesanos, que producen telas y vestimentas batik e ikat, tallas en madera y piedra y objetos de orfebrería.

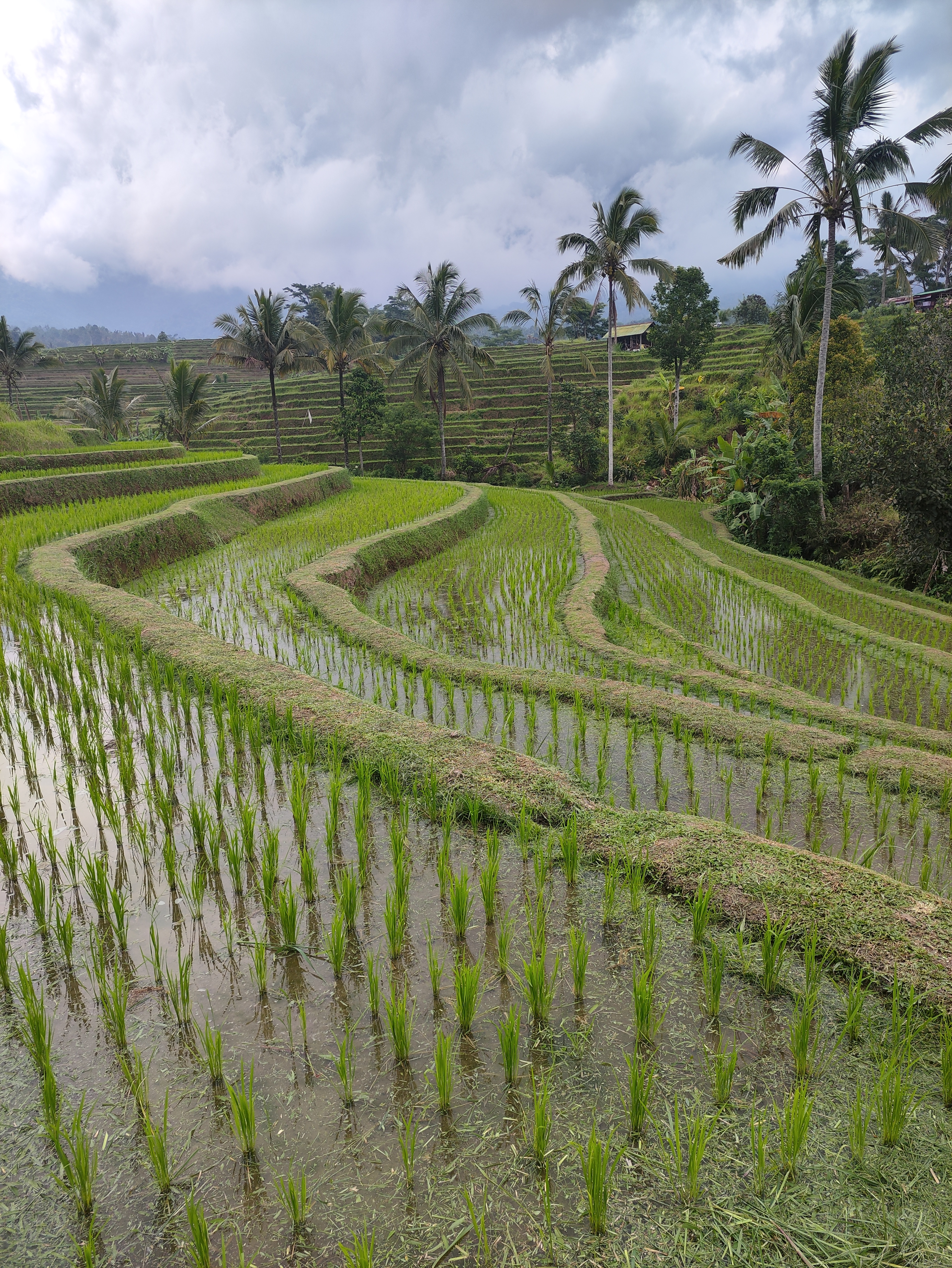
Terrazas de arroz en Bali

## Historia
El pueblo balinés es descendiente de una raza prehistórica que emigró a través de Asia central continental al archipiélago de Indonesia, probablemente estableciéndose alrededor del 2500 a. C.
El final de la era prehistórica en Indonesia estuvo marcado por la llegada del pueblo hindú, alrededor del 100 a. C., según lo determinan las inscripciones en letra brahmi sobre fragmentos de vasijas. 
El nombre Bali Dwipa (‘isla de Bali’) ha sido descubierto en varias inscripciones, por ejemplo, en el cartel Blanjong, que fue publicado por Sri Kesari Warmadewa en el año 913 de nuestra era y menciona la palabra Walidwipa.

### Los majapahit y sus descendientes
El Imperio mayapahit hindú (1293-1520) de Java oriental fundó una colonia balinesa en 1343. El Imperio mayapajit colapsó al final del siglo XV debido a querellas de sucesión, y su territorio pasó entonces bajo control de unos de sus vasallos, los príncipes de Kediri, de Java central. En 1527, las tropas del reino musulmán de Demak conquistaron los territorios dominados por los Keridi.
Ante el auge del islam en el archipiélago indonesio, buena parte de la aristocracia y de las élites intelectuales y artísticas de Java se refugiaron en Bali, lo que supuso un aporte aún mayor de las artes, la literatura y la religión hindú en la isla. Bali se erigió en reino independiente a finales del siglo XV o principios del XVI, y la dinastía de origen majapahit siguió gobernando Bali hasta 1908, fecha en la que fue eliminada por la intervención holandesa que impuso el dominio de los Países Bajos sobre la isla. 
La capital majapahit en Bali fue establecida en un primer tiempo en la ciudad de Samprangan, y luego en Gelgel. Durante el reino de Gelgel, que duró hasta 1650, se implantó definitivamente una brillante cultura de influencia javanesa, tanto en la arquitectura, la danza, el teatro y la literatura. En el siglo XVI, el rey balinés Dalem Baturenggong extendió su gobierno a la parte este de Java, a la isla vecina de Lombok y a la parte occidental de la isla de Sumbawa.
Los primeros europeos que llegaron a la isla fueron los portugueses, cuando una nave portuguesa naufragó en la costa de Bukit hacia 1585. En 1597 arribó el explorador neerlandés Cornelis Houtman, quien la reclamó para la corona holandesa. Poco tiempo después, los neerlandeses establecieron una colonia comercial y, a partir del siglo XVII, la Compañía Holandesa de las Indias Orientales comenzó a comerciar rivalizando con mercaderes británicos.
El comercio de los reyes de Bali con las compañías europeas se basaba en la venta de esclavos que vendían a cambio de opio. Los esclavos procedentes de Bali eran muy cotizados; eran prisioneros de guerra, criminales, deudores, huérfanos y viudas. Se considera que la trata de esclavos en Bali pudo ser el origen de varios conflictos posteriores.
El reino de Gelgel sucumbió a una serie de guerras internas, y en 1686 se estableció una nueva dinastía en la ciudad de Klungkung, conocida bajo el nombre de Dewa Agungla. Fueron incapaces de mantener su control sobre la isla que se dividió en varios pequeños reinos, aunque los Dewa Agungla mantuvieron una tutela simbólica. Esta situación se mantuvo hasta la llegada de los neerlandeses en el siglo XIX.

### La colonización holandesa
Bajo el pretexto de erradicar el comercio de esclavos y de opio, el control neerlandés de la isla se impuso tras una serie de guerras coloniales (1846-1849). En 1858 y 1868, dos revueltas balinesas fueron aplastadas por las tropas holandesas. Se lanzó entonces una campaña de cristianización que fracasó debido a la resistencia de los habitantes de la isla. En 1890, los neerlandeses aprovecharon un conflicto entre reinos balineses para incrementar su control sobre la isla. En 1894, se hicieron con la vecina isla de Lombok.
En 1906 y 1908, con el pretexto de impedir el saqueo de los buques naufragados en la región, Países Bajos lanzó dos intervenciones militares que acabaron con el gobierno de la dinastía majapahit, produciéndose sendos episodios de suicidio ritual colectivo, conocido en Bali como puputan, en los que se autoinmolaron más de cuatro mil personas. La prensa occidental denunció la sangrienta conquista de Bali y las represalias desproporcionadas de las tropas holandesas frente a los actos de resistencia de los nativos. Acusado también de abusos en sus campañas coloniales de Java y Sumatra, el gobierno neerlandés decidió aplicar una "política ética" en sus colonias indonesias, a fin de restaurar su imagen de poder colonial benevolente y responsable. Ejercieron un control indulgente de la isla, protegiendo y mostrando gran respeto por la religión y cultura locales. El turismo internacional comenzó en los años 1920.

### Segunda Guerra Mundial e independencia
Bali fue ocupada por el ejército japonés y liberada por las fuerzas aliadas en 1945. En 1946, los neerlandeses ocuparon de nuevo la isla con el propósito de restablecer su administración colonial, pero chocaron con el ejército de liberación del coronel Gusti Ngurah Rai al que derrotaron a finales del mismo año en la batalla de Marga.
En un intento de mantener parte de su antiguo imperio colonial, los neerlandeses crearon entonces el Estado de Indonesia Oriental que incluía Bali, las Islas menores de la Sonda, las islas Célebes y el archipiélago de las Molucas. Después de cuatro años de conflictos con la recién creada República de Indonesia de Sukarno, los neerlandeses traspasaron finalmente sus dominios coloniales a Indonesia el 27 de diciembre de 1949, en la Conferencia de la Mesa Redonda de La Haya. El primer gobernador de Bali, Anak Agung Bagus Suteja, fue designado por el presidente Sukarno en 1958, cuando Bali se convirtió en una provincia.
El espectacular desarrollo del turismo internacional en Bali desde los años 1950 permitió un incremento sustancial del nivel de vida de los balineses. Las playas de Bali son famosas en todo el mundo. Su arte y trabajos de artesanía gozan también de un gran reconocimiento internacional. Su renombrada danza folclórica legong es una de las muchas danzas balinesas. A raíz del turismo, Bali se convirtió también en un notable centro de intercambios comerciales.
Los atentados de Bali de 2002 significaron un duro golpe a la industria del turismo en Indonesia. Tras este hecho, varios países alertaron sobre el riesgo de viajar a las regiones afectadas. En consecuencia, el número de turistas en Bali bajó un 31 %.
Sin embargo, Bali se ha visto desbordada por una demanda turística excesiva que confronta la isla con problemas de contaminación, deterioro ambiental y escasez de suministro de agua potable. Todo apunta a que la gestión sostenible del turismo, su principal fuente de ingresos, será el gran reto de Bali en las primeras décadas del siglo XXI.

## Religión

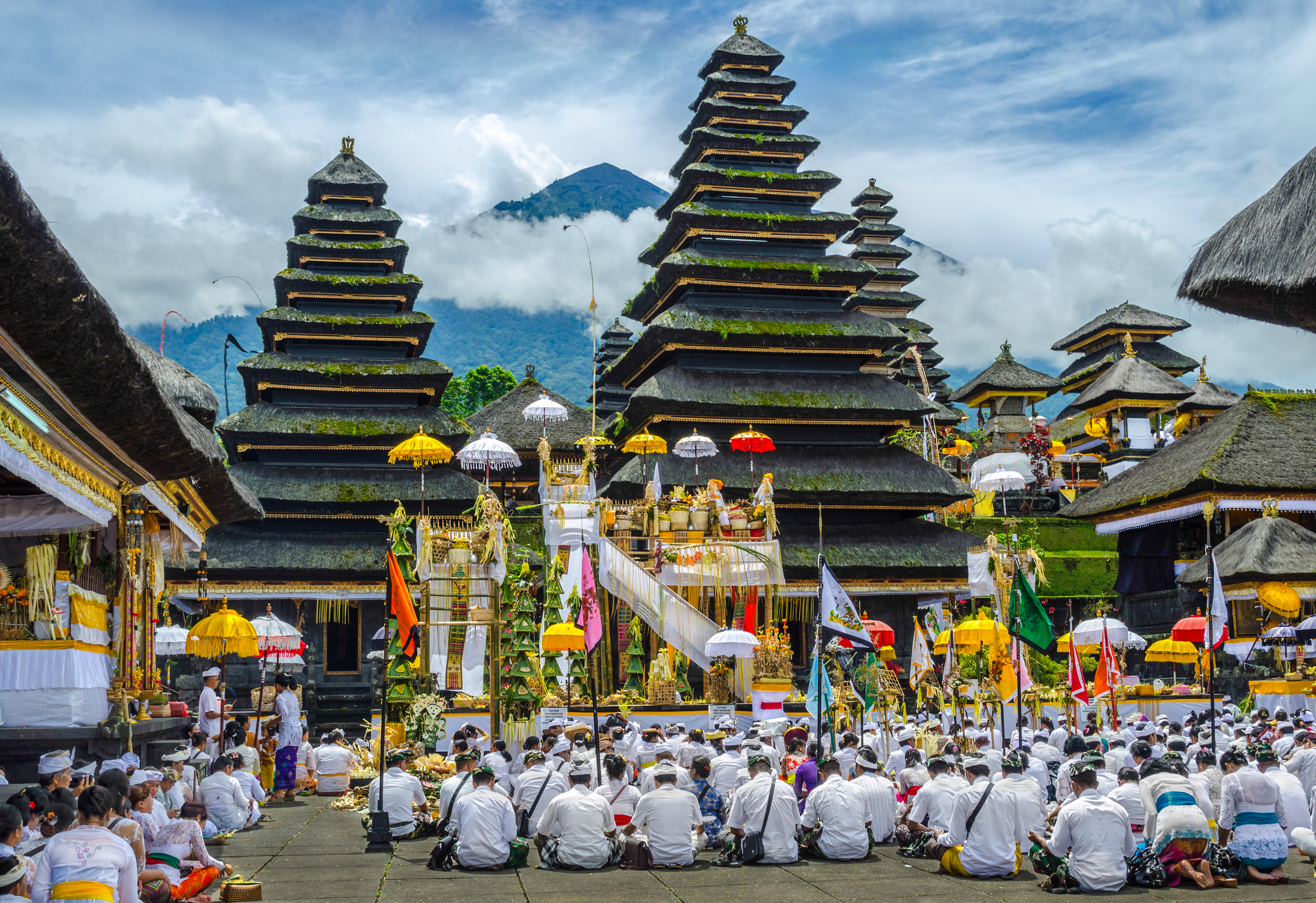
Procesión religiosa hindú en Bali

A diferencia del resto de Indonesia donde la religión predominante es el islam, más del 90% de los balineses son hinduistas, aunque practican una forma muy particular de hinduismo conocido como "hinduismo balinés" que mezcla la creencia en los dioses y doctrinas hindúes al lado de creencias animistas y culto a santos budistas.
Otras minorías religiosas en Bali son los musulmanes (principalmente pescadores de la costa), cristianos y budistas.

## Lenguas
El idioma indonesio es el idioma oficial, aunque también se habla el balinés.
|                          |
| Playa en Nusa Lembongan. |

|                                                                 |
| Pura Maospahit, un templo de la dinastía majapahit en Denpasar. |

|                                                                                             |
| Cuerpo del último Raja (Rey) de Denpasar, muerto durante la intervención holandesa de 1906. |

|                                              |
| Estatua erigida en honor a Gusti Ngurah Rai. |

|                                |
| Rezos en el templo de Besakih. |

| Predecesor: Nairobi | Sede de las Conferencias de las Naciones Unidas sobre el cambio climático 2007          | Sucesor: Poznan |
| Predecesor: Nairobi | Sede de las Sesiones del Comité del Patrimonio cultural inmaterial de la Humanidad 2011 | Sucesor: París  |